# Трошихин, Михаил Васильевич
Михаил Васильевич Трошихин (род. 4 мая 1949, село Красный Бор, Есильский район, Северо-Казахстанская область) — казахстанский политический и общественный деятель.

## Биография
Родился 4 мая 1949 года в селе Красный бор Ленинского района (ныне Есильский район) Северо-Казахстанской области.
В 1971 году окончил Ленинский сельскохозяйственный техникум.
В 1981 году окончил сельскохозяйственный факультет Целиноградского сельскохозяйственного института по специальности «учёный-агроном».
В 1999 году окончил Евразийский национальный университет по специальности юрист.

## Трудовая деятельность
С 1971 по 1979 годы — Агроном отделения совхоза «Амангельдинский», агроном, управляющим отделением совхоза «Новомихайловский», секретарь парткома совхоза «Становский».
С 1979 по 1982 годы — Председатель Мамлютского районного комитета народного контроля.
С 1982 по 1991 годы — Директор совхоза «Минсекерский» Мамлютского района Северо-Казахстанской области.
С 1991 по 1992 годы — Первый заместитель председателя Тимирязевского райисполкома.
С 1992 по 1996 годы — Глава Тимирязевской районной администрации, Аким Тимирязевской района Северо-Казахстанской области.
С 2007 по 2011 годы — Заместитель председателя Комитета по делам сельских территорий Министерства сельского хозяйства Республики Казахстан.
С январь 2012 года по настоящее время — Заместитель директора департамента инвестиций Министерства сельского хозяйства Республики Казахстан.

## Выборные должности, депутатство
С декабрь 1995 по июнь 2007 годы — Депутат Мажилиса Парламента Республики Казахстан І, ІІ и ІІІ созывов от избирательного округа № 56 Северо-Казахстанской области.
- Председатель Комитета Мажилиса по аграрным вопросам (с 1995 по 1999 годы);
- Член Комитета по аграрным вопросам, руководитель депутатской группы «Ауыл»;
- Член депутатской группы Парламента Республики Казахстан «Достык»;
- Член депутатской группы Парламента Республики Казахстан по народонаселению и развитию «Отбасы»;
- Член депутатской группы Парламента Республики Казахстан «Енбек»;
- Член Центрального комитета Аграрной партии Казахстана (1999 — 2006)
- Член Политсовета Народно-Демократической партии «Нур Отан» (с декабрь 2006 года)
- Член Республиканского общественного совета по борьбе с коррупцией при Народно-Демократической партии «Нур Отан».

## Награды
- Медаль «За трудовую доблесть» (СССР)
- Медаль «За освоение целинных земель» (СССР)
- Почётный гражданин штата Техас (США, 1996 года)
- Медаль «Астана» (1998)
- Орден Курмет (2000)
- Орден Достык 2 степени (2005)[2]
- Медаль НДП «Нур Отан» «Белсенді қызыметі үшін»
- Почётный гражданин Мамлютского района,Почётный гражданин Тимирязевского района Северо-Казахстанской области.[3]
- Награждён благодарственным письмом Первого Президента Республики Казахстан и нагрудным знаком «Алтын барыс».
- Нагрудный знак «Почетный ветеран сельского хозяйства» Министерства сельского хозяйства Республики Казахстан (2018).
- Личное благодарственное письмо Первого Президента Республики Казахстан (2012, 2015, 2016).
- Государственные юбилейные медали
- 2001 — Медаль «10 лет независимости Республики Казахстан»
- 2004 — Медаль «50 лет Целине»
- 2005 — Медаль «10 лет Конституции Республики Казахстан»
- 2006 — Медаль «10 лет Парламенту Республики Казахстан»
- 2008 — Медаль «10 лет Астане»
- 2011 — Медаль «20 лет независимости Республики Казахстан»
- 2015 — Медаль «20 лет Конституции Республики Казахстан»